# 拉曼 (印度城镇)
拉曼（Raman），是印度旁遮普邦珀丁达县的一个城镇。人口22,553（2011年）。

## 人口
2011年人口22,553，其中男性10357人，女性9192人；0—6岁人口2487人，其中男1384人，女1103人。